# 早稲田大学投資サークル詐欺事件
早稲田大学投資サークル詐欺事件（わせだだいがくとうしサークルさぎじけん）は、日本で起きた経済犯罪。

## 概要

### 2009年
早稲田大学投資サークルに所属していた人物3人が2006年6月19日に東証1部に上場している株式の銘柄について、複数の口座から嘘の買い注文を行っていた。このことからこの株式は売買が活発であるかのように見せかけられて株価がつり上げられ、この嘘の買い注文を行っていた人物は不当な利益を得た。2009年9月29日に証券取引等監視委員会は、この不正を行っている人々を東京地方検察庁に告発した。この事件の裁判の判決が2010年4月28日に東京地方裁判所で下され、3人に懲役の有罪判決が下され、追徴金2億2600万円の納付が命令された。裁判長には、証券市場の健全性、公正性を害する危険性を現実化させるなどで違法性が大きいと指摘される。この犯人は証券会社から警告を受けていたものの犯行を行っていたことから違法性を十分に承認していた上で罪を犯し利欲的な動機で罪は重いとされた。この事件が告発された当時は事件の内容が大きく報道されたが、それだけでなく犯人は大学卒業後には就職することもなくグループで違法行為にまで手を染めて生活費のみならず巨額の利益までも得ていたということから、デイトレーダーの社会的是非の議論までも巻き起こされた。この事件の3人は大学在学中からデイトレードを行い、犯行時には高級マンションを借りて複数のパソコンでデイトレードを行っていた。

### 2014年
2014年4月15日に、証券取引等監視委員会は早稲田大学投資サークルに所属していた2人を、株価を不正につり上げた疑いがあるとして強制捜査していたことが明らかとなった。この件での疑いを受けた行為の内容は、2009年に早稲田大学投資サークルに所属していた人物によって行われて有罪判決を受けたのと同じであった。そして疑いを受けた人物は2009年の件で有罪となった人物と同じ大学の同じサークルに所属していた。2014年10月8日に特別捜査部は容疑を受けた人物を金融商品取引法違反の容疑で在宅起訴した。大量の売買注文を出して成立前に取り消すという行為を行い、東証1部上場の4銘柄を不正につり上げていた。関係者によると遅くても2012年からこの手口を行い、総額3億円以上を不正に得ていた。2015年10月23日に、この事件の判決が東京地方裁判所で下される。そこでは罪に問われた2人の懲役の有罪判決が下された。追徴金も支払わされることとなり、その額は約3億9千万円であった。裁判長はサークルで培った知識を悪用して巧妙な手口を確立して職業的に悪事を繰り返していたために悪質であるとされた。2013年2月から8月にわたって不正に4銘柄の株価をつり上げていた。